# Gyna fourcarti
Gyna fourcarti är en kackerlacksart som beskrevs av Philippe Grandcolas 1994. Gyna fourcarti ingår i släktet Gyna och familjen jättekackerlackor.
Artens utbredningsområde är Gabon. Inga underarter finns listade i Catalogue of Life.